# Skywalker Sound
Skywalker Sound es la compañía líder en sonidos especiales en la producción de películas, perteneciente a The Walt Disney Company, encargada en diseño de sonido, edición de sonido, mezcla de sonido, e inclusive, es un estudio de grabación para bandas sonoras, fundada por George Lucas en 1975. Sus principales instalaciones están ubicadas en Lucas Valley, cerca de Nicasio, California.
Comenzó con su nombre Sprocket Systems en San Anselmo, California, y su nombre cambió oficialmente a Skywalker Sound en 1987 después de que la empresa se trasladó a su sede, eventualmente, en donde todavía se encuentra, un edificio que es conocido popularmente como el Skywalker Ranch (El Rancho Skywalker), debido a que este se encuentra en rodeado de siembras, colinas, potreros y campos al aire libre, al estilo hacienda o granja.
Hasta el momento, es la empresa que alberga a los mejores diseñadores de sonido y mezcladores de regrabación del mundo, como Ben Burtt, Gary Rydstrom, Tom Myers, Randy Thom y muchos más que han sido también nominados a los Oscars y otros premios por sus importantes trabajos en la industria del cine y el sonido.
Skywalker no solo diseña sonido para películas de George Lucas o Lucasfilm, sino también ha sido contratada por otras empresas y compañías para el diseño de sonido de películas dirigidas por directores como Steven Spielberg, James Cameron, John Lasseter y otros directores especializados en áreas como la animación y el rodaje en imagen real.
Desde la respiración de Darth Vader hasta la voz icónica de WALL·E, Skywalker Sound ha conseguido mover audiencias con sus usos innovadores del audio durante más de 35 años. Skywalker Sound se especializa en el diseño de sonido y la posproducción de audio en muchos campos, desde películas hasta videojuegos. La instalación ha creado los paisajes sonoros de más de 100 películas distintas. Podemos destacar obras como Star Wars, Iron Man o Parque Jurásico además de algunas producciones de dibujos animados. 
Skywalker Sound ha ganado 15 premios de la Academia y ha recibido 62 nominaciones.

## Sprocket Systems

### 1975-1987
Sprocket Systems fue una empresa fundada por George Lucas especializada en sonido, efectos de sonido, diseño de sonido y mezcla. El año 1987, el equipo de Sprocket Systems se trasladó al Rancho Skywalker y pasó a llamarse Skywalker Sound. 

### 1987- actualidad
Skywalker Sound tiene contratados aproximadamente y según el campo de trabajo, entre 80 y 160 empleados y provee producciones de sonido y música para películas, anuncios, televisión, IMAX y otros formatos de largometraje y videojuegos. Sus producciones abarcan desde piezas para piano hasta trabajos completos en los que participan hasta 130 instrumentos. Cada año trabajan en 20 o 30 películas distintas y desde el año 2014 han trabajado en más de 100 proyectos distintos. A lo largo de su carrera han recibido numerosos premios en distintos certámenes.

## Premios[5]

### Premios HPA
- Premio de audio destacado - WALL·E (2008)

### Premios Grammy
- Mejor interpretación de música de cámara- Kronos Quartet (2004)
- Mejor álbum de Jazz vocal- Good Night and Good Luck (2006)
- Mejor ingeniería de grabación clásica- The Complete Viola Works (2010
- Mejor ingeniería de grabación clásica- Ask Your Mama (2015)

### Premios Emmy
- Premio especial en montaje de sonido para una serie- Indiana Jones (1993)
- Mejor edición de sonido para una miniserie, película o especial- Hemingway&Gellhorn (2012)
- Mejor mezcla de sonido para una serie de drama o comedia- House of Cards (2014)

### Premios BAFTA
- Mejor sonido- Star Wars (1979)
- Mejor sonido- Terminator 2 (1992)
- Mejor sonido- Salvar al soldado Ryan (1999)
- Mejor sonido- The Revenant (2015)

### Premios CAS
- Premio especial en mezcla de sonido para la película de la semana o una miniserie - Indiana Jones (1995)
- Premio especial en mezcla de sonido para una película- Forrest Gump (1995)
- Premio especial en mezcla de sonido para una película- Titanic (1998)
- Premio especial en mezcla de sonido para una película- Salvar al soldado Ryan (1999)
- Premio especial en mezcla de sonido para una película de animación- Brave (2011)
- Premio especial en mezcla de sonido para una película de acción real- The Revenant (2016)
- Premio especial en mezcla de sonido para una película de animación - Inside Out (2016)
- Premio especial en mezcla de sonido para una película de animación- Buscando a Dory (2017)
- Premio especial en mezcla de so para una película documental - The Music of Strangers (2017)

### Premios MPSE Golden Reel
- Mejor edición de sonido en una película de animación- Hercules (1998)
- Mejor edición de sonido diálogo y ADR- Titanic (1998)
- Mejor edición de sonido, efectos de sonido y foley- Titanic (1998)
- Mejor edición de sonido en una película de animación- Bichos (1999)
- Mejor edición de sonido diálogo y ADR- Salvar al soldado Ryan (1999)
- Mejor edición de sonido, efectos de sonido y foley- Salvar al soldado Ryan (1999)
- Mejor edición de sonido en una película de animación- The Iron Giant (2000)
- Mejor edición de sonido en una película de animación- Titan (2001)
- Mejor edición de sonido en una película de animación - Atlantis (2002)
- Mejor edición de sonido en características domésticas- Piratas del Caribe (2004)
- Mejor edición en largometraje de animación - Los Increíbles (2005)
- Mejor sonido- Harry Potter (2006)
- Mejor edición de sonido en una película de animación, efectos de sonido, foley, diálogo, ADR- Cars (2007)
- Mejor edición de sonido en una película de animación, efectos de sonido, foley, diálogo, ADR- Ratatuille (2008)
- Mejor edición de sonido en una serie de animación de televisión - Clone Wars (2009)
- Mejor edición de sonido en una película de animación, efectos de sonido, foley, diálogo, ADR- WALL·E (2009)
- Mejor edición de sonido, diálogo y ADR- Benjamin Button (2009)
- Mejor edición de sonido en una película de animación, efectos de sonido, foley, diálogo y ADR- Up (2010)
- Mejor edición de sonido en una película diálogo y ADR- Super 8 (2012)
- Mejor edición de sonido en una película de animación, efectos de sonido, foley, diálogo, ADR- Como entrenar a tu dragón 3D (2011)
- Mejor edición de sonido en una película, diálogo y ADR - The Social Network (2011)
- Mejor edición de sonido, efectos especiales y foley- War Horse (2012)
- Mejor edición de sonido en una película de animación, efectos de sonido, foley, diálogo, ADR- Rompe Ralph (2013)
- Mejor edición de sonido (documental)- Dirty Wars (2014)
- Mejor edición de sonido en una película de animación, efectos de sonido, foley, diálogo, ADR- Epic (2014)
- Mejor edición de sonido en una película de animación, efectos de sonido, foley, diálogo, ADR- Big Hero (2015)
- Mejor edición de sonido en una serie de animación de televisión- Star Wars Rebels (2015)
- Mejor sonido en directo en vídeo de animación - Clone Wars (2015)
- Mejor edición de sonido (documental)- The Music of Strangers (2017)
- Mejor edición de sonido en una película de animación, efectos de sonido, foley, diálogo, ADR- Moana (2017)

### Premios de la Academia
- Premio especial por efectos de sonido- Star Wars (1978)
- Mejor sonido- El Imperio contraataca (1980)
- Mejores efectos, edición de efectos de sonido- E.T (1983)
- Mejores efectos, edición de efectos de sonido- Indiana Jones (1990)
- Mejor sonido- Terminator 2 (1992)
- Mejores efectos, edición de efectos de sonido- Terminator 2 (1992)
- Mejor sonido- Parque Jurásico (1994)
- Mejores efectos, edición de efectos de sonido- Parque Jurásico (1994)
- Mejores efectos, edición de efectos de sonido- Titanic (1998)
- Mejor sonido- Titanic (1998)
- Mejor sonido- Salvar al soldado Ryan (1999)
- Mejores efectos, edición de efectos de sonido- Salvar al soldado Ryan (1999)
- Mejor sonido- Cast Away (2001)
- Mejor edición de sonido- Pearl Harbor (2002)
- Mejor edición de sonido- Los Increíbles (2005)

## Equipo
- Richard Beggs – Galaxy Quest, Bugsy, Red Knot, Lost in Translation
- Tom Bellfort (1980's–2005) – The Young Indiana Jones Chronicles, Titanic, XXX: State of the Union, Frequency, Hart's War, Volcano
- Steve Bissinger – Despicable Me, La Source, Ain't Them Bodies Saints, Frank & Lola
- Steve Boeddeker – Monkeybone, Hart's War, Hellboy, All Is Lost, Frequency, Naqoyqatsi, The Divergent Series: Allegiant
- Jeremy Bowker – Star Wars: The Clone Wars, Madagascar 3: Europe's Most Wanted, Inside Out, 9, Captain America: The Winter Soldier, Red Tails
- Christopher Boyes – Titanic, Pearl Harbor (supervisor de la edició de sonido), Volcano, Titan A.E., Iron Man, Parque Jurásico, Armageddon
- Ben Burtt – Star Wars, Young Indiana Jones: Attack of the Hawkmen, Wings (2012 remasterización), The A-List, WALL·E, Indiana Jones
- Bob Edwards – The Young Indiana Jones Chronicles, Fruitvale Station
- Frank Eulner – Bolt, XXX: State of the Union, Cowboys and Aliens, Lorelei: The Witch of the Pacific Ocean, Twisted; Diseño de sonido– Lions for Lambs, Diseño de sonido y supervisor de la edición de sonido – Starship Troopers 2: Hero of the Federation; Editor de efectos de sonido – Volcano, Mars Attacks!;Editor de efectos de sonido /Asistente de edición de sonido – Backdraft; Supervisor de edición de sonido/ diseñador Lilo and Stitch, Armageddon
- Andre Fenley – Asistente de supervisión de sonido – Bolt, Lorelei: The Witch of the Pacific Ocean, Ice Age: Dawn of the Dinosaurs (editor de efectos de sonido), Mars Attacks! (asistente de edición de sonido), Saving Private Ryan (supervisión del asistente de sonido), Fanny, Annie and Danny (supervisión edición de sonido)
- Ryan J. Frias – Star Wars Rebels (Season 1); Editorial de servicios digitales
- Richard Hymns – Supervisión de edición de sonido – Indiana Jones y la última cruzada, Parque Jurásico, Saving Private Ryan, Hulk, Mars Attacks!; Editor de efectos de sonido – Captain America: The Winter Soldier, Terminator 2: el juicio final, Hellion, Avengers: Age of Ultron
- Leslie Ann Jones
- J.R. Grubbs – Bolt, Hoodwinked!, Lorelei: The Witch of the Pacific Ocean, Parque Jurásico, Baby's Day Out, Las aventuras de Tintín: el secreto del unicornio
- Scott Guitteau – Pearl Harbor, Bolt, Forrest Gump, Volcano, Pitch Black, Armageddon
- Lora Hirschberg – Titanic, El Señor de los Anillos: el retorno del Rey, The Dark Knight, Inception, Monkeybone; – Bum's Paradise; g – Sentenced Home;  – Blessed is the Match: The Life and Death of Hannah Senesh – The Dog
- Pete Horner – Jurassic World, Hemingway and Gellhorn, Río, Madagascar 2: Escape de África
- Ren Klyce – The Game, Se7en, Oblivion, The Boxtrolls, Inside Out
- Casey Langfelder – Hemingway and Gellhorn, Iron Man 2, Ice Age: Dawn of the Dinosaurs
- Dennis Leonard – El gigante de hierro, Free Birds, Madagascar 3: Europe's Most Wanted, What Lies Beneath, The Polar Express, 500 Nations, Despicable Me
- Michael Levine  – Ice Age: Dawn of the Dinosaurs
- Scott Levine – Editorial de servicios digitales
- Tom Myers – Quest for Camelot, Hoodwinked! The Dust Factory, Cars, Toy Story 3, The Mexican, The Sky Crawlers, Toy Story of Terror!, Up, THX 1138 (2004 Director's Cut), Lorelei: The Witch of the Pacific Ocean, Armageddon, JoJo's Bizarre Adventure: Phantom Blood
- Al Nelson – Book of Dragons, Jurassic World, Párrafo 175, ADR1FT, Lorelei: The Witch of the Pacific Ocean, Bully, A New York Heartbeat, A Town Has Turned to Dust
- Tim Nielsen – Monkeybone, John Carter, Buscando a Dory, Moana
- Steve Orlando – Madagascar 3: Europe's Most Wanted, Jurassic World, Río, Unearthing the Dream
- David Peifer – Editorial de servicios digitales
- Juan Peralta – Oblivion, Titan A.E.
- Gary A. Rizzo – Sea of Dreams, Major Damage, The Star Wars Trilogy: Special Edition, Inception, Daybreak Berlin, Minions, The Divergent Series: Allegiant
- Gary Rydstrom – Terminator 2: el juicio final, Titanic, Single White Female, My Family, Parque Jurásico, Jurassic World, Super 8, Bully, Mrs. Doubtfire
- Chris Scarabosio – Gumby Adventures, Despicable Me, Las aventuras del joven Indiana Jones, Titan A.E., Star Wars: Episodio I - La amenaza fantasma
- Michael Semanick – El Señor de los Anillos: las dos torres, Star Wars: Episodio II - El ataque de los clones, King Kong, Ratatouille, WALL·E, Up, Toy Story 3, Cars 2, There Will Be Blood, Monkeybone
- Michael Silvers – Las aventuras del joven Indiana Jones, Monsters, Inc., Atlantis: el imperio perdido, Los Increíbles
- Mac Smith – Ósmosis Jones, Free Birds, Hoodwinked!, Scout's Honor: Inside a Marching Brotherhood, Snoopy y Charlie Brown: Peanuts, La Pelicula
- Gary Summers – Raiders of the Lost Ark, Toy Story of Terror!, The Star Wars Trilogy: Special Edition
- Randy Thom – Forrest Gump, Los Increíbles, The Polar Express, Ratatouille, Ghost in the Shell 2: Innocence, Bolt, The Sky Crawlers, El gigante de hierro, Los Croods, Ósmosis Jones, Star Wars: Episode VI - Return of the Jedi, Star Wars: Episodio V - El Imperio contraataca, Apocalypse Now, The Peanuts Movie
- Ethan Van der Ryn – My Family, Saving Private Ryan, Pearl Harbor, X-Men, Armageddon
- Gwendolyn Yates Whittle – Río, The Young Indiana Jones Chronicles, Snoopy y Charlie Brown: Peanuts, La Pelicula, A New York Heartbeat
- Bonnie Wild  – Star Wars Rebels (Season 2);
- Dug Winningham – Fight Club, Inherent Vice, El principito, El nacimiento de una nación, The BFG
- Matthew Wood – Titan A.E., Star Wars: Episodio I - La amenaza fantasma, Star Wars: Episodio III - La venganza de los Sith, The Master, Red Tails, Star Trek: en la oscuridad, Las aventuras del joven Indiana Jones, Alchemy (1995), Night of the Black Widow; – Eraser, Con Air, La Roca, Volcano; – Adventures in Animation 3D, Armageddon, The Divergent Series: Allegiant[6]

## Filmografía parcial
Cualquier película con un asterisco significa que, aunque Skywalker Sound no proporcionó el sonido, un creativo trabajó en él.

### Años 1970
- Star Wars (1977)
- More American Graffiti (1979)

### Años 1980
- The Empire Strikes Back (1980)
- Raiders of the Lost Ark (1981)
- E.T. the Extra-Terrestrial (1982)
- Koyaanisqatsi (1982)
- Return of the Jedi (1983)
- Twice Upon a Time (1983)
- Indiana Jones and the Temple of Doom (1984)
- The Adventures of André and Wally B. (1984)
- Grand Canyon: The Hidden Secrets (1984)
- Cocoon (1985)
- Latino (1985)
- The Legend of Billie Jean (1985)
- Mishima: A Life in Four Chapters (1985)
- Remo Williams: The Adventure Begins (1985)
- The Mean Season (1985)
- Fletch (1985)
- Explorers (1985)
- Luxo, Jr. (1986)
- Howard the Duck (1986)
- Captain EO (1986)
- Red's Dream (1987)
- Spaceballs (1987)
- Willow (1988)
- Tin Toy (1988)
- Technological Threat (1988)
- The Couch Trip (1988)
- Powaqqatsi (1988)
- Tucker: The Man and His Dream (1988)
- The Land Before Time (1988)
- Colors (1988)
- Cocoon: The Return (1988)
- Dirty Rotten Scoundrels (1988)
- Always (1989)
- Knick Knack (1989)
- Romeo (1989)
- Indiana Jones and the Last Crusade (1989)
- Fletch Lives (1989)
- Driving Miss Daisy (1989)

|}

### Años 1990
- Cold Dog Soup (1990)
- Henry & June (1990)
- The Godfather Part III (1990)
- Wild at Heart (1990)
- Avalon (1990)
- Teenage Mutant Ninja Turtles II: The Secret of the Ooze (1991)
- Backdraft (1991)
- Terminator 2: Judgment Day (1991)
- Soapdish (1991)
- Rush (1991)
- Bugsy (1991)
- The Five Heartbeats (1991)
- A Brief History of Time (1991)
- A Few Good Men (1992)
- Single White Female (1992)
- Honeymoon in Vegas (1992)
- The Muppet Christmas Carol (1992)
- FernGully: The Last Rainforest (1992)
- The Young Indiana Jones Chronicles (1992-1993)
- JoJo's Bizarre Adventure (OVA) (1993-1994)
- Mrs. Doubtfire (1993)
- Jurassic Park (1993)
- Super Mario Bros. (1993)
- True Romance (1993)
- Thumbelina (1994)
- Forrest Gump (1994)
- Baby's Day Out (1994)
- Radioland Murders (1994)
- The Crow (1994)
- Speed (1994)
- A Troll in Central Park (1994)
- Home for the Holidays (1995)
- The Pebble and the Penguin (1995) (as Skywalker Sound South)
- Se7en (1995)
- Under Siege 2: Dark Territory (1995)
- Gumby: The Movie (1995)
- Strange Days (1995)
- My Family (1995)
- Toy Story (1995)
- Jumanji (1995)
- Broken Arrow (1996)
- Mission: Impossible (1996)
- Mars Attacks! (1996)
- Muppet Treasure Island (1996)
- The Rock (1996)
- James and the Giant Peach (1996)
- Beverly Hills Ninja (1997)
- Con Air (1997)
- Contact (1997)
- Geri's Game (1997)
- Speed 2: Cruise Control (1997)
- Starship Troopers (1997)
- Hercules (1997)
- Titanic (1997)
- Volcano (1997)
- A Bug's Life (1998)
- Saving Private Ryan (1998)
- Armageddon (1998)
- Quest for Camelot (1998)
- Stepmom (1998)
- Star Wars: Episode I – The Phantom Menace (1999)
- The Iron Giant (1999)
- The 13th Warrior (1999)
- Toy Story 2 (1999)
- Bicentennial Man (1999)
- Fight Club (1999)
- Office Space (1999)
- Galaxy Quest (1999)

|}

### Años 2000
- Titan A.E. (2000)
- For the Birds (2000)
- Dinosaur (2000)
- What Lies Beneath (2000)
- Cast Away (2000)
- 102 Dalmatians (2000)
- Aqua Teen Hunger Force (2009-12)
- Spy Kids (2001)
- Atlantis: The Lost Empire (2001)
- Osmosis Jones (2001)
- Jay and Silent Bob Strike Back (2001)
- Pearl Harbor (2001)
- A.I. Artificial Intelligence (2001)
- Final Fantasy: The Spirits Within (2001)
- Jurassic Park III (2001)
- Monkeybone (2001)
- Monsters, Inc. (2001)
- JoJo's Bizarre Adventure (OVA) (2000–2002)
- Punch-Drunk Love (2002)
- Minority Report (2002)
- Harry Potter and the Chamber of Secrets (2002)
- The Ring (2002)
- Hart's War (2002)
- The Emperor's Club (2002)
- Lilo & Stitch (2002)
- Mike's New Car (2002)
- Panic Room (2002)
- Star Wars: Episode II – Attack of the Clones (2002)
- Spy Kids 2: The Island of Lost Dreams (2002)
- Adaptation (2002)
- Maid in Manhattan (2002)
- Boundin' (2003)
- Daredevil (2003)
- Finding Nemo (2003)
- Mickey's PhilharMagic (2003)
- Hulk (2003)
- Star Wars: Clone Wars (2003–2005)
- Pirates of the Caribbean: The Curse of the Black Pearl (2003)
- Peter Pan (2003)
- Shrek 2 (2004)
- The Incredibles (2004)
- The Polar Express (2004)
- Howl's Moving Castle (2004)
- Ghost in the Shell 2: Innocence (2004)
- Star Wars: Episode III – Revenge of the Sith (2005)
- War of the Worlds (2005)
- Charlie and the Chocolate Factory (2005)
- Feast (2005)
- Jack-Jack Attack (2005)
- Munich (2005)
- Lorelei: The Witch of the Pacific Ocean (2005)
- Harry Potter and the Goblet of Fire (2005)
- One Man Band (2005)
- King Kong (2005)
- Hoodwinked! (2005)
- Star Wars: Republic Commando (2005)
- Cars (2006)
- Monster House (2006)
- Lifted (2006)
- Mater and the Ghostlight (2006)
- Perfume: The Story of a Murderer (2006)
- Charlotte's Web (2006)
- Pirates of the Caribbean: Dead Man's Chest (2006)
- Clerks II (2006)
- Zoom (2006)
- Ice Age: The Meltdown (2006)
- Over the Hedge (2006)
- Eragon (2006)
- Brave Story (2006)
- Mission: Impossible III (2006)
- Lady in the Water (2006)
- Talladega Nights (2006)
- Barnyard (2006; Score Recorded and Mixed at)
- Ratatouille (2007)
- Transformers (2007)
- Pirates of the Caribbean: At World's End (2007)
- We Own the Night (2007)
- The Simpsons Movie (2007)
- Bee Movie (2007)
- Enchanted (2007)
- Beowulf (2007)
- Happily N'Ever After (2007)
- The Kite Runner (2007)
- Aqua Teen Hunger Force Colon Movie Film for Theaters (2007)
- Your Friend the Rat (2007)
- Cloverfield (2008)
- Dead Space (2008; Score Recorded at)
- WALL-E (2008)
- Hellboy II: The Golden Army (2008)
- Star Wars: The Clone Wars (2008)
- The Sky Crawlers (2008)
- Bolt (2008)
- Indiana Jones and the Kingdom of the Crystal Skull (2008)
- Star Wars: The Clone Wars (2008–2014, 2020)
- Horton Hears a Who! (2008)
- Shaolin Girl (2008)
- Ponyo (2008)
- Iron Man (2008)
- Zack and Miri Make a Porno (2008)
- Madagascar: Escape 2 Africa (2008)
- Presto (2008)
- The Curious Case of Benjamin Button (2008)
- BURN-E (2008)
- Star Wars: The Force Unleashed (2008)
- Ghosts of Girlfriends Past (2009)
- Up (2009)
- Cloudy with a Chance of Meatballs (2009)
- Harry Potter and the Half-Blood Prince (2009)
- Avatar (2009)
- A Christmas Carol (2009)
- Terminator Salvation (2009)
- Ice Age: Dawn of the Dinosaurs (2009)
- Coraline (2009)
- Fanboys (2009)
- I Love You, Beth Cooper (2009)
- 9 (2009)
- Dug's Special Mission (2009)
- Transformers: Revenge of the Fallen (2009; Opening Logos)

|}

### Años 2010
- The Extra Man (2010)
- Iron Man 2 (2010)
- Percy Jackson & the Olympians: The Lightning Thief (2010)
- Despicable Me (2010)
- How to Train Your Dragon (2010)
- Toy Story 3 (2010)
- The Last Airbender (2010)
- Tron: Legacy (2010)
- Mars Needs Moms (2011)
- Rango (2011)
- Rio (2011)
- Super 8 (2011)
- La Luna (2011)
- Cars 2 (2011)
- Pirates of the Caribbean: On Stranger Tides (2011)
- Dead Space 2 (2011; Score Recorded at)
- Cowboys & Aliens (2011)
- The Adventures of Tintin (2011)
- War Horse (2011)
- Transformers: Dark of the Moon (2011; Opening Paramount logo)
- Ice Age: A Mammoth Christmas (2011)
- The Lorax (2012)
- ParaNorman (2012)
- Brave (2012)
- The Avengers (2012)
- Ice Age: Continental Drift (2012)
- The Odd Life of Timothy Green (2012)
- Madagascar 3: Europe's Most Wanted (2012)
- Flight (2012)
- Red Tails (2012)
- Wreck-It Ralph (2012)
- House of Cards (2013–2018)
- The Croods (2013)
- Epic (2013)
- Cloudy with a Chance of Meatballs 2 (2013)
- Despicable Me 2 (2013)
- Monsters University (2013)
- The Lone Ranger (2013)
- Iron Man 3 (2013)
- Free Birds (2013)
- Thor: The Dark World (2013)
- Nymphomaniac (2013)
- Dawn of the Planet of the Apes (2014)
- Rio 2 (2014)
- The Boxtrolls (2014)
- Gone Girl (2014)
- Maleficent (2014)
- Captain America: The Winter Soldier (2014)
- How to Train Your Dragon 2 (2014)
- Lava (2014)
- Lucy (2014)
- Guardians of the Galaxy (2014)
- Big Hero 6 (2014)
- Strange Magic (2015)
- Home (2015)
- The Divergent Series: Insurgent (2015)
- The Little Prince (2015)
- Sanjay's Super Team (2015)
- Inside Out (2015)
- Tomorrowland (2015)
- Avengers: Age of Ultron (2015)
- The Peanuts Movie (2015)
- Jurassic World (2015)
- Minions (2015)
- Bridge of Spies (2015)
- Ant-Man (2015)
- Creed (2015)
- The Good Dinosaur (2015)
- The Walk (2015)
- Star Wars: The Force Awakens (2015)
- The Revenant (2015)
- Pixels (2015)
- The Divergent Series: Allegiant (2016)
- Finding Dory (2016)
- Captain America: Civil War (2016)
- Ice Age: Collision Course (2016)
- The Jungle Book (2016)
- The Secret Life of Pets (2016)
- Zootopia (2016)
- The Angry Birds Movie (2016)
- The BFG (2016)
- Life, Animated (2016)
- Pete's Dragon (2016)
- Mars (2016–present)
- Moana (2016)
- Doctor Strange (2016)
- Sing (2016)
- Rogue One (2016)
- Native (2016)
- Monster Trucks (2017)
- A Cure for Wellness  (2017)
- Lou (2017)
- Kong: Skull Island (2017)
- Guardians of the Galaxy Vol. 2 (2017)
- War for the Planet of the Apes (2017)
- Pirates of the Caribbean: Dead Men Tell No Tales (2017)
- Cars 3 (2017)
- Despicable Me 3 (2017)
- Star Wars Forces of Destiny (2017-2018)
- Only the Brave (2017)
- Mindhunter (2017)
- Thor: Ragnarok (2017)
- Coco (2017)
- Newly Single (2017)
- Ferdinand (2017)
- Star Wars: The Last Jedi (2017)
- The Post (2017)
- Phantom Thread (2017)
- Black Panther (2018)
- A Wrinkle in Time (2018)
- Ready Player One (2018)
- Avengers: Infinity War (2018)
- Bao (2018)
- Solo: A Star Wars Story (2018)
- Won't You Be My Neighbor? (2018)
- Incredibles 2 (2018)
- Jurassic World: Fallen Kingdom (2018)
- Ant-Man and the Wasp (2018)
- The Front Runner (2018)
- Next Gen (2018)
- The Old Man & the Gun (2018)
- High Life (2018)
- The Grinch (2018)
- Ralph Breaks the Internet (2018)
- Vice (2018)
- How to Train Your Dragon: The Hidden World (2019)
- Io (2019)
- Alita: Battle Angel (2019)
- The Last Black Man in San Francisco (2019)
- Triple Frontier (2019)
- Captain Marvel (2019)
- Unicorn Store (2019)
- Avengers: Endgame (2019)
- Bolden (2019)
- A Hidden Life (2019)
- Brightburn (2019)
- The Secret Life of Pets 2 (2019)
- Toy Story 4 (2019)
- The Lion King (2019)
- Haunt (2019)
- The Angry Birds Movie 2 (2019)
- The Dark Crystal: Age of Resistance (2019)
- Ad Astra (2019)
- Knives Out (2019)
- Star Wars: The Rise of Skywalker (2019)
- Frozen II (2019)
- Spies in Disguise (2019)

### Años 2020
- Dolittle (2020)
- Onward (2020)
- The Willoughbys (2020)
- The SpongeBob Movie: Sponge on the Run (2020)
- Mulan (2020)
- Over the Moon (2020)
- The Croods: A New Age (2020)
- Soul (2020)
- Minari (2020)
- Extinct (2021)
- Raya and the Last Dragon (2021)
- Wish Dragon (2021)
- 22 vs. Earth (2021)
- Luca (2021)
- Shang-Chi and the Legend of the Ten Rings  (2021)
- The Green Knight  (2021)
- The French Dispatch (2021)
- The Suicide Squad  (2021)
- Vivo (2021)
- Black Widow (2021)
- Eternals (2021)
- Ciao Alberto (2021)
- Licorice Pizza (2021)
- Encanto (2021)
- West Side Story (2021)
- Don't Look Up (2021)
- Sing 2 (2021)
- Riverdance: The Animated Adventure (2022)
- Turning Red (2022)
- The Ice Age Adventures of Buck Wild (2022)
- Moon Knight (2022)
- Doctor Strange in the Multiverse of Madness (2022)
- Chip 'n Dale: Rescue Rangers (2022)
- Top Gun: Maverick (2022)
- Jurassic World Dominion (2022)
- Lightyear (2022)
- Minions: The Rise of Gru (2022)
- Thor: Love and Thunder (2022)
- Paws of Fury: The Legend of Hank (2022)
- Luck (2022)
- Spin Me Round (2022)
- She-Hulk: Attorney at Law (2022)
- Cars on the Road (2022)
- Pinocho (2022)
- Wendell & Wild (2022)
- Argentina, 1985 (2022)
- Black Panther: Wakanda Forever (2022)
- The Fabelmans (2022)
- Glass Onion: A Knives Out Mystery (2022)
- Strange World (2022)
- White Noise (2022)
- Avatar: The Way of Water (2022)
- Ant-Man and the Wasp: Quantumania (2023)
- The Super Mario Bros. Movie (2023)
- Peter Pan & Wendy (2023)
- Guardians of the Galaxy Vol. 3 (2023)
- Elemental (2023)
- Indiana Jones and the Dial of Destiny (2023)
- Ruby Gillman, Teenage Kraken (2023)
- Haunted Mansion (2023)
- The Marvels (2023)
- Migration (2023)